# Hugo Toro
Hugo Alejandro Toro Mansilla (Iquique, Chile, 29 de abril de 1997-) es un futbolista chileno que juega en la posición de delantero en Deportes Linares de la Segunda División Profesional Chilena.

## Trayectoria
Ha jugado en las cadetes del club deportivo Playa Ancha, en diversos torneos de juveniles que se organizaron en el Parque Alejo Barrios.   Como juvenil jugó en Suiza en el año 2014 en un equipo de la tercera división.
En el año 2015 y 2016 jugó en Deportivo Marga-Marga. Para el torneo nacional Sub-19 2016 fue parte del Everton de Viña del Mar campeón del mismo.  
En 2020 fue campeón del Torneo nacional de Tercera A con el Deportes Limache, logrando el ascenso a la Segunda división Profesional.
En el campeonato Chileno de Segunda División Profesional 2023 defiende los colores del Real Juventud San Joaquín de la misma comuna de la capital chilena.

## Clubes
| Club             | País  | Año       |
| ---------------- | ----- | --------- |
| Naval            | Chile | 2017      |
| Iberia           | Chile | 2018-2019 |
| Deportes Limache | Chile | 2020-2022 |
| Real San Joaquín | Chile | 2023-2024 |
| Deportes Linares | Chile | 2025-Act. |

- Datos: Q111721684